# Ferdinand-François-Auguste Donnet
Ferdinand-François-Auguste Donnet (16 november 1795 – 23 december 1882) was een Frans kardinaal-priester.

## Biografie
Donnet werd geboren in 1795. In 1819 werd hij tot priester gewijd. Tussen 1837 en 1882 was hij aartsbisschop van Bordeaux. In 1852 werd hij geïnstalleerd tot kardinaal door Pius IX.
Met het overlijden van Prospero Caterini in 1881 werd hij de oudst nog levende kardinaal. Hij overleed op 93-jarige leeftijd in 1882. 
- Biblioteca Nacional de España: XX5337165
- Bibliothèque nationale de France: cb135986168 (data)
- Gemeinsame Normdatei: 117650773
- International Standard Name Identifier: 0000 0000 6130 1473
- Library of Congress Control Number: no98089566
- Base Léonore: LH//789/46
- SNAC: w62n9565
- Système universitaire de documentation: 052666808
- Virtual International Authority File: 182379
- WorldCat: E39PBJrWDjvvgv4DbQpb4x83cP